# Bandera de Montana
La bandera de Montana es compon de la imatge del segell de l'estat de Montana centrada en un camp blau. En el segell, una arada, una pala i un pic descansen en un típic camp de Montana al davant dels Grans Salts del riu Missouri. Una cinta conté el lema de l'estat, Oro y plata (escrit en Castellà). La bandera actual va ser adoptada el 1905, i la paraula MONTANA per sobre del segell es va afegir el 1981. El 1985, la bandera va ser novament modificada per especificar la font utilitzada a Montana. Abans d'adoptar com a bandera de l'estat, va ser utilitzada per Montana per al desplegament de tropes a la Guerra Hispano-estatunidenca.
El 2001, l'Associació Vexil·lològica Nord-americana va realitzar una enquesta entre els seus membres sobre la qualitat en els dissenys de 72 banderes d'estats i territoris dels EUA i el Canadà. La bandera de Montana va obtenir el lloc 70è, és a dir, el tercer pitjor disseny per darrere de l'antiga de Geòrgia i de la de Nebraska.